# Apomastus schlingeri
Apomastus schlingeri är en spindelart som beskrevs av Bond och Brent D. Opell 2002. Apomastus schlingeri ingår i släktet Apomastus och familjen Cyrtaucheniidae. Inga underarter finns listade i Catalogue of Life.